# Un combat pour la vie

Un combat pour la vie (Living Proof) est un téléfilm américain réalisé par Dan Ireland, diffusé le 18 octobre 2008 sur Lifetime.

## Synopsis
(Inspiré d'une histoire vraie)
Le docteur Slamon est l'un des meilleurs chercheurs pour l'Université de Los Angeles. Depuis des années, Denny Slamon se consacre exclusivement à la lutte contre le cancer du sein. Ses recherches pour trouver un traitement contre ce fléau ont convaincu le monde médical. Et lorsqu'il développe un médicament expérimental, l'herceptine HER2, tout le monde retient son souffle. Il obtient l'autorisation de tester le médicament sur plusieurs patientes. Un jour, il apprend que la société pharmaceutique qui finance ses recherches lui retire son soutien. Abattu, Denny Slamon essaie de trouver d'autres donateurs...

## Fiche technique
- Titre français : Un combat pour la vie
- Titre original : Living Proof
- Réalisation : Dan Ireland (en)
- Scénario : Vivienne Radkoff, d'après un roman de Robert Bazell (en)
- Producteur exécutif : Renée Zellweger[2]
- Genre : Comédie, Drame
- Pays :  États-Unis
- Date de sortie : 18 octobre 2008 (États-Unis), 21 janvier 2012 (France)

## Distribution
- Harry Connick Jr. : Dennis Slamon (en)[2]
- Paula Cale : Donna[3]
- Angie Harmon : Lilly Tartikoff[3]
- Bernadette Peters : Barbara[3]
- Amanda Bynes : Jamie[3]
- Regina King : Ellie Jackson[3]
- Tammy Blanchard : Nicole Wilson[3]
- Amy Madigan : Fran Visco
- Swoosie Kurtz : Elizabeth[3]
- Bruce McKinnon : Dean Bradfield
- John Benjamin Hickey : Blake Rogers[3]
- Jackson Hurst : Josh
- Jennifer Coolidge : Tish[3]
- Trudie Styler : Tina[3]
- Evan Gamble : Peter Wilson
- Seth Kozak : Peter Hawn
- Louis Herthum : Dr Banks